# Gayasan-Nationalpark
Der Gayasan-Nationalpark (가야산국립공원) befindet sich in Südkorea etwa 30 km westlich von Daegu. Seinen Namen hat er vom Gayasan, dessen Gipfel Sangwangbong 1430 m und Chulbulbong 1433 m hoch sind.

## Lage und Geographie
Der Nationalpark ist über den Expressway 12 von Daegu einfach zu erreichen; er liegt zur fast zur Hälfte in den Provinzen Gyeongsangnam-do und Gyeongsangbuk-do. Er ist Teil des Sobaek-Gebirges.

## Flora und Fauna
Im Park wurden bisher 590 Pflanzenarten gezählt, darunter so seltene Arten wie die Lilium cernuum und die nur in Korea vorkommende Alpenscharte Saussurea pseudo-gracilis. Die Tierarten teilen sich in 22 Säugetier-, 61 Vogel-, 11 Amphibien-, 5 Reptilien- und 423 Insektenarten auf.

## Sehenswürdigkeiten
Zu den herausragenden Sehenswürdigkeiten gehören die Tempelanlagen des Haeinsa-Tempel und seiner Schätze. Der Tempel wurde im Jahre 802 gegründet und gehört nicht nur zu den drei wichtigsten buddhistischen Tempeln des Landes, die auch die Drei-Juwelen-Tempel genannt werden, er beherbergt auch die 81.258 Holzdrucktafeln der Tripitaka Koreana. Sie wurden zwischen 1236 und 1251 hergestellt und haben Feuersbrünste sowie den Imjin- und den Koreakrieg überstanden. Die Anlage gehört zum UNESCO-Weltkulturerbe Südkoreas.